# Nick Riviera
Nick Riviera (spelad av Hank Azaria) är en rollfigur, "läkare" i den animerade tv-serien Simpsons. När Hank Azaria gör rösten gör han en dålig imitation av Ricky Ricardo. Designen av Dr. Nick efterliknar tidigare verkställande regissören Gábor Csupó.

## Biografi
Dr. Nicks etniska härkomst är inte helt klarlagd men rösten kom Hank Azaria på i samband med att han försökte imitera karaktären Ricky Ricardo från I Love Lucy vilket kan tyda på att han är av latinskt påbrå. Då han utseendemässigt är baserad på Gábor Csupó kan det även tyda på ungerska drag Han har ingen som helst kompetens i sitt yrke. Till exempel visas han i ett avsnitt stå utanför sitt kontor sägande "Inflammable means flammable? What a country!". Dr. Nick fick en gång 160 allvarliga anmärkningar från "The malpractive committee", de allvarligaste var att han opererat med bestick från en fiskrestaurang och att han missbrukat lik. Driver kliniken "Dr. Nick's Walk-In Clinic", samt "Dr. Nick Riviera General Specialist Credit Doctor".
Dr. Nick arbetar på ett sjukhus som ligger i centrala Springfield. Dess slogan är You've tried the best, now try the rest!
Kända citat: "Hi everybody!" (och då svarar alla "Hi Doctor Nick!").
Han anser sig själv vara en kvacksalvare. Han har studerat på "Hollywood Upstairs Medical College", "Club Med School" och "Mayo Clinic Correspondence School" och är uppfinnare av putsmedlet Spiffy och juicemaskinen Juice Loosener.
Han blev enligt de exekutiva producenterna James L. Brooks och Al Jean död i  The Simpsons: Filmen när en glasskärva från kupolen som har låst in staden faller ned. Dr. Nicks sista ord var "Bye everybody" innan han dog. Men precis som Marvin Monroe har han återkommit som en levande rollfigur.